# Pentafluoro-orthotellursäure
Pentafluoro‐orthotellursäure ist eine anorganische chemische Verbindung aus der Gruppe der Tellursäuren. Die Salze der Säure heißen Teflate.

## Gewinnung und Darstellung
Pentafluoro‐orthotellursäure kann durch Reaktion von Tellursäure oder Bariumorthotellurat BaH4TeO6 mit Fluorsulfonsäure gewonnen werden. Bei einem nicht unüblich hohem Überschuss an SO3 in der verwendeten Fluorsulfonsäure entsteht jedoch F5TeOSO3H, dieses kann mit einem Siedepunkt von 132,7 °C abdestilliert werden. Durch Hinzufügen von geringen Mengen konzentrierter Schwefelsäure und der darin enthaltenen Verunreinigung an H2O (wenige Prozente) kann HOTeF5 zurückgewonnen werden.

{\displaystyle {\ce {Te(OH)6 + 5 HFSO3 -> HOTeF5 + 5 H2SO4}}}

{\displaystyle {\ce {HOTeF5 + SO3 -> F5TeOSO3H}}}

{\displaystyle \mathrm {F_{5}TeOSO_{3}H+H_{2}O\ \xrightarrow {H_{2}SO_{4}(96\%)} \ HOTeF_{5}+H_{2}SO_{4}} }

## Eigenschaften
Pentafluoro‐orthotellursäure ist ein farbloser Feststoff. Die Verbindung erstarrt glasig-kristallin und ist über 40 °C eine leicht bewegliche, stark lichtbrechende Flüssigkeit. Sie ist gegen Glas, Quecksilber und Polyäthylen bei Zimmertemperatur beständig. Die wässrige Lösung reagiert sofort stark sauer. Qualitative Messungen der Leitfähigkeit solcher Lösungen zeigen, dass die Verbindung rasch zu Tellursäure und Flusssäure hydrolysiert. Die Verbindung reagiert mit Xenonverbindungen.
Aus struktureller Sicht weist Pentafluoro‐orthotellursäure einige Besonderheiten auf. Es handelt sich von der Klassifikation her um einen fast sphärischen Kreisel mit dem Tellurkern im Schwerpunkt. Je nach Isotopen-Zusammensetzung ändert sich die Einordnung von leicht prolat zu leicht oblat. Die Bindungslänge zwischen dem Sauerstoffatom und dem Telluratom ist experimentell mit Pikometer-Genauigkeit auf 1,87 Å bestimmt worden (Gasphasenstruktur). Durch die Nähe des Tellurkerns zum Massenschwerpunkt treten unintuitive quantenmechanische Effekte zu Tage – so führt für die Isotopenreihe H18O126TeF5, H18O128TeF5, H18O130TeF5 eine Massenerhöhung des Tellurkerns zu einer messbaren Verringerung des Trägheitsmomentes. Dies wird im Zusammenhang mit einer Massenabhänigkeit von Schwingungseffekten erklärt.

## Verwendung
Pentafluoro‐orthotellursäure ist ein nahezu idealer nichtkoordinierender Ligand mit kinetischer und oxidativer Stabilität und kann als Zwischenprodukt für Teflat-stabilisierte Rhenium(VII)-Verbindungen verwendet werden.